# سيتيمي
سيتيمي (بالإيطالية: Settime)‏ هي بلدة وبلدية في مقاطعة أستي في إقليم بييمونتي في جنوب إيطاليا.

## السكان
في سنة 1861 بلغ عدد السكان 936 نسمة، وتطور العدد ليصل في سنة 2011 لـ 581 نسمة.
يظهر هذا المخطط البياني تطور النمو السكاني لـ سيتيمي